# 円応寺 (佐倉市)
圓應寺（えんのうじ）は、千葉県佐倉市にある臨済宗妙心寺派の寺院。

## 歴史
1338年（暦応元年）、臼井興胤の開基である。臼井興胤は幼少時に生命の危機にさらされ、鎌倉の建長寺に匿われていた。その恩義に報いるために臨済宗の寺を創建した。その後、興胤は臼井氏を再興し「中興の祖」と称された。
当寺には、臼井一族の墓がある。

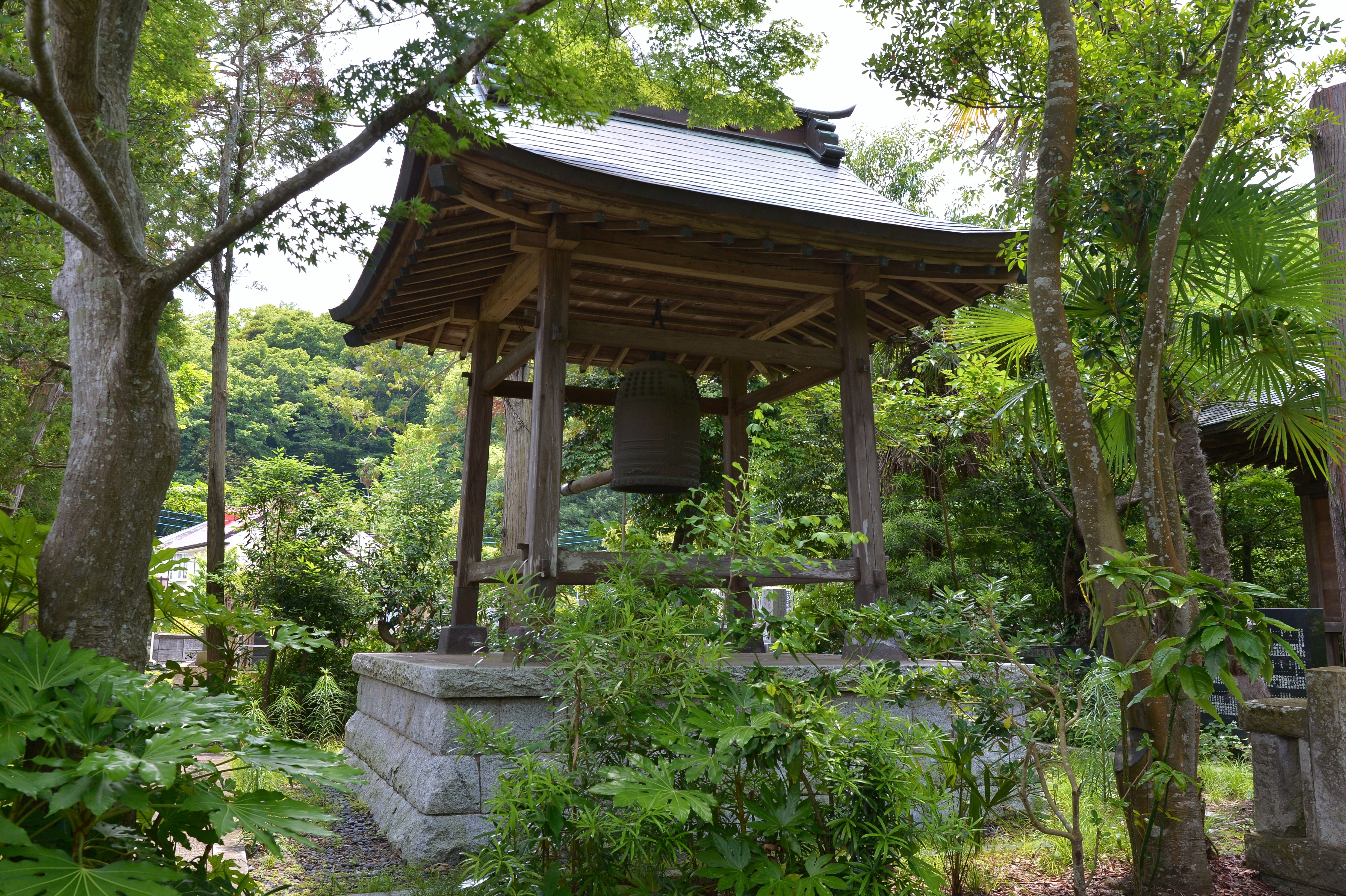
鐘楼
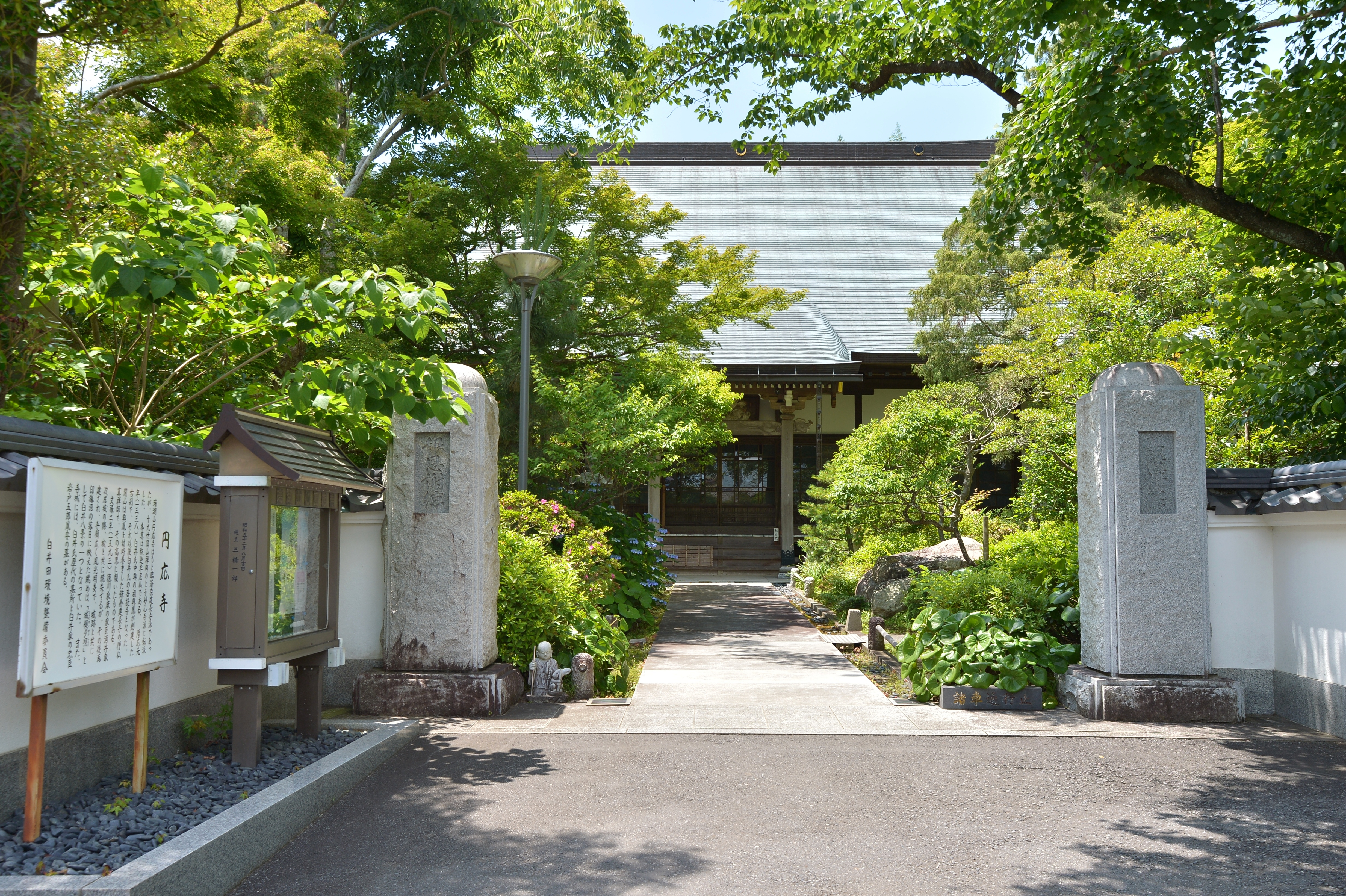
入口から見た本堂
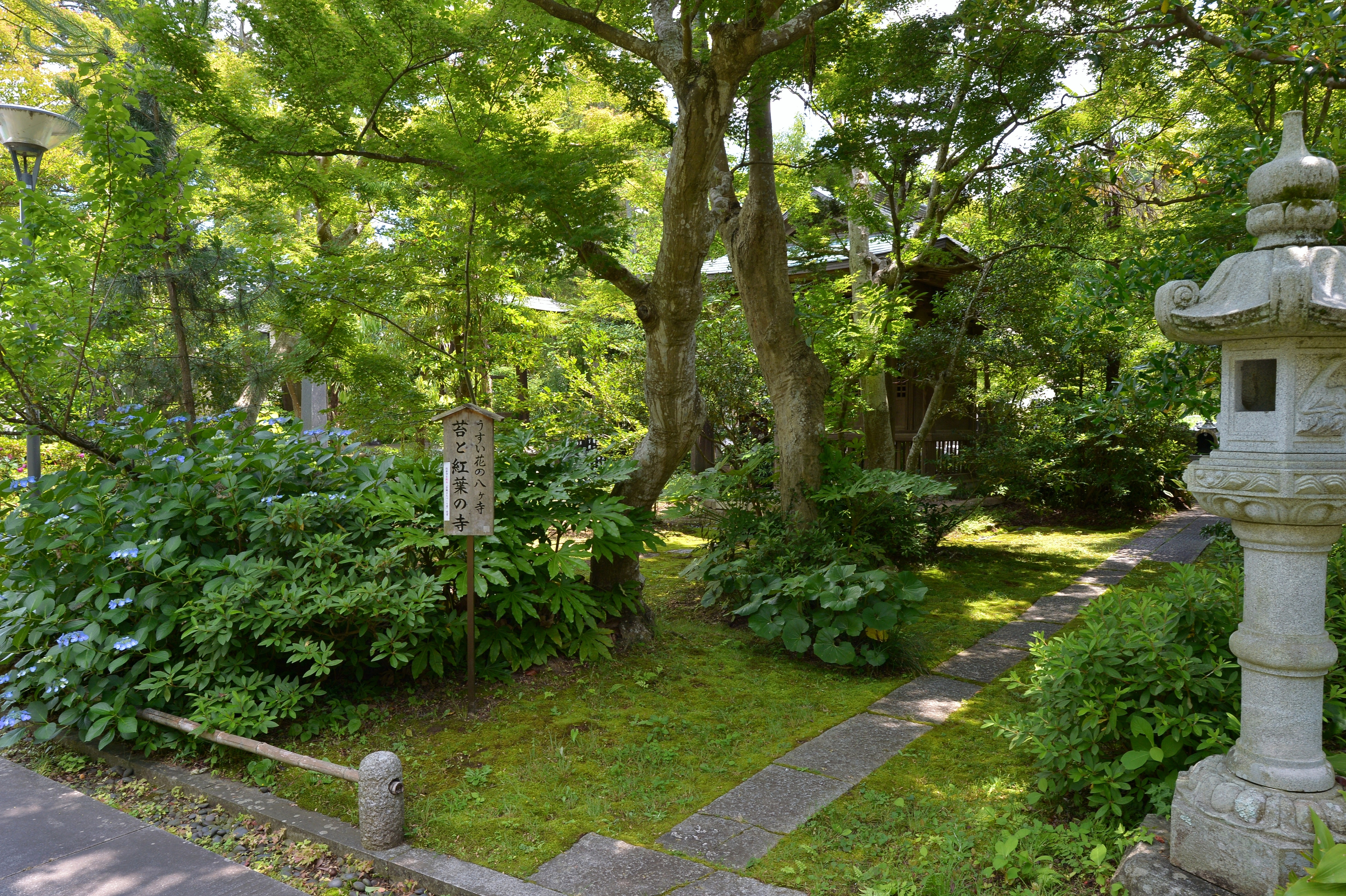
庭園（初夏）

## 交通アクセス
- 京成臼井駅より徒歩18分。